# بيروز الأول
بيروز الأول أو فيروز الأول وهو الملك الثامن عشر للإمبراطورية الساسانية، الذي حكم من 459 إلى 484. فيروز كان الابن الأكبر ليزدجرد الثاني (438-457).